# Tillberga församling
Tillberga församling är en församling i Västerås pastorat i Domprosteriet i Västerås stift i Västerås stift i Svenska kyrkan. Församlingen ligger i Västerås kommun i Västmanlands län.

## Administrativ historik
Församlingen har medeltida ursprung.
Församlingen utgjorde tidigt ett eget pastorat för att därefter till 1643 vara moderförsamling i pastoratet Tillberga och Sevella för att därefter till 1875 åter utgöra ett eget pastorat. Från 1875 till 1962 moderförsamling i pastoratet Tillberga och Hubbo och från 1962 till 2006 annexförsamling i pastoratet Hubbo, Tillberga, Sevalla och Tortuna. År 2006 uppgick Hubbo, Sevalla samt Tortuna församlingar i denna församling som därefter utgör ett eget pastorat Församlingen utgjorde därefter till 2014 ett eget pastorat. Från 2014 ingår församlingen i Västerås pastorat.

## Organister
| Verksam   | Namn                          | Levnadstid | Övrigt                 |
| --------- | ----------------------------- | ---------- | ---------------------- |
| 1853-1879 | Carl Johan Ahlén              | 1826-      | Organist.              |
| 1879-1880 | Johan Olof Hellgren           | 1848-      | Vikarierande organist. |
| 1880-1891 | Per Vilhelm Hedrén            | 1848-1891  | Organist.              |
| 1891-1905 | Johan Gottfrid Hagström       | 1867-      | Organist.              |
| 1906-1912 | Ivar Teodor Hellén            | 1870-      | Organist.              |
| 1913-1922 | Bror Sigfrid Andreas Carlsson | 1887-      | Organist.              |
| 1922-1941 | Erik August Efraim Lind+en    | 1880-      | Organist.              |
| 1941-     | Åke Eugén Wickberg            | 1913-      | Organist.              |

## Kyrkor
- Tillberga kyrka
- Hubbo kyrka
- Sevalla kyrka
- Tortuna kyrka
- Knektgårdens församlingshem och kyrksal, Hökåsen